# Eutheia schaumi
Eutheia schaumi é uma espécie de insetos coleópteros polífagos pertencente à família Scydmaenidae.<
A autoridade científica da espécie é Kiesenwetter, tendo sido descrita no ano de 1858.
Trata-se de uma espécie presente no território português.